# Ștei
Ștei (en húngaro: Vaskohsziklás) es una ciudad de Rumania en el distrito de Bihor.

## Geografía
Se encuentra a una altitud de 252 m s. n. m. a 511 km de la capital, Bucarest.

## Demografía
Según estimación 2012 contaba con una población de 8 642 habitantes.
| 1948 | 1956  | 1966  | 1977  | 1992   | 2002  | 2012  |
| s/d  | 5 874 | 5 754 | 7 794 | 10 415 | 8 637 | 8 642 |